# 회색쥐여우원숭이
회색쥐여우원숭이(Microcebus murinus)는 작은 여우원숭이로 마다가스카르섬에서만 발견되는 곡비원류 영장류의 일종이다. 몸무게는 58g에서 67g정도 되며, 세계에서 가장 작은 영장류를 포함하고 있는 쥐여우원숭이속(Microcebus) 중에서 가장 큰 종이다. 이 종들의 이름은 쥐와 비슷한 크기와 채색 때문이며, 현지에서는(말라가시어로)
Tsidy와 Koitsiky, Titilivaha, Pondiky, Vakiandry로 알려져 있다.